# Barbora Balážová
Barbora Balážová (* 18. března 1992 Topoľčany) je slovenská stolní tenistka. Na Letních olympijských hrách v roce 2016 startovala ve dvouhře žen, ve které ji ve druhém kole vyřadila Li Fen. Startovala i na Letních olympijských hrách 2020.